# 龄官
龄官是清代小说《红楼梦》中的人物，是贾府家庭昆曲戏班的十二个女优伶之一，也是这“十二官”中笔墨较多的一位。

## 人物情节
小说中，贾府建造大观园时，派贾蔷到苏州，采买了十二名少女，住进荣国府梨香院，组成家庭戏班。龄官是十二人中演唱最好的一位。元妃省亲时点了四出戏，尤其欣赏龄官的表演，命她再任意自选两出戏表演，又赏赐东西。后来元妃还曾传她入宫表演。
龄官有着鲜明的性格。元妃省亲加戏时，负责管理戏班的贾蔷让龄官表演《游园》、《惊梦》，龄官却执意表演自己本行的《相约》、《相骂》。元妃傳戏班入宫表演时，龄官以“嗓子哑了”为由没有演唱。贾宝玉读《牡丹亭》不过瘾，便去梨香院，想找龄官唱一段《袅晴丝》听听。十二官中其他人见到宝玉都笑着让座，但当宝玉坐在龄官身边时，她却起身躲避，并正色拒绝了宝玉的请求，让从未遭人厌弃的宝玉难得地碰了个钉子。贾蔷为给龄官解闷，花一两八钱银子买来鸟雀逗她开心，却遭她抢白，说自己就跟笼中鸟一样没有自由，斥贾府为“牢坑”。
龄官与贾蔷相好。她曾在夏历五月烈日下，蹲在蔷薇花架下，一边流泪，一边用簪子在地上不停地划写“蔷”字。两人的感情互动甚至触动了旁观的贾宝玉，让宝玉领悟到不可能所有女子的心都挂念着他一人。
书中曾借贾宝玉的视角来描写龄官的外貌。她身材纤细，眉眼间带着愁绪，“袅袅婷婷，大有林黛玉之态”。
后因皇太妃过世，全国一年内禁止演出，贾府便解散戏班。十二官部分留在贾府，部分由父母领回。在留在贾府的人中，并没有龄官的名字。

## 相关评价
脂批对龄官坚持演本角之戏的做法非常反感，斥其装腔作势，“恃能压众、乔酸娇妒”。后代读者多对龄官持正面看法。如俞平伯概括龄官的性格为倔强、执拗、痴情、脾气古怪，称赞她虽然地位低下，但反抗性很强，小说中人人都羡慕荣国府的富贵，只有龄官不然。
“龄官划蔷”为《红楼梦》中的经典情节，曾入选北京高中语文教材。作家王蒙称赞这一段写得像是西方现代短篇小说，符合海明威的冰山理论，结尾寓契诃夫与欧·亨利为一体。:89